# All Those Years Ago
Singles de George Harrison
Faster
(1979) Teardrops
(1981)
All Those Years Ago est une chanson de George Harrison parue en single le 11 mai 1981. Il s'agit d'un hommage à son ancien camarade au sein des Beatles, John Lennon, assassiné le 8 décembre 1980 par Mark David Chapman. Les deux autres ex-Beatles survivants, Paul McCartney et Ringo Starr, participent à l'enregistrement de la chanson. George Martin et Geoff Emerick sont également remerciés dans le livret du single, sans que leur participation à celui-ci soit clairement définie. Paul est accompagné ici par son épouse Linda McCartney et le guitariste Denny Laine aux chœurs. 
La chanson était à l'origine une composition pour Ringo Starr destinée à son album Can't Fight Lightning (devenu Stop and Smell the Roses), que Harrison a profondément modifiée pour qu'elle s'adapte à son contexte. Malgré des paroles graves sur ce que Lennon lui a appris, et sur tout ce qu'il a apporté au monde, la musique est optimiste et dynamique, cadrant avec les requêtes des dirigeants de Warner Bros. Records qui avaient demandé à Harrison de revoir son album Somewhere in England avec des chansons plus commerciales.
Cette chanson marque la deuxième occasion où plus de deux ex-Beatles (en l'occurrence Paul, George et Ringo) jouent sur un même enregistrement depuis la séparation des Fab Four en 1970. La fois précédente, en 1973, John, George et Ringo s'étaient retrouvés sur I'm the Greatest, une chanson de John chantée par Ringo pour son album Ringo . C'est l'une des cinq dernières chansons des Beatles réalisées à trois après le départ de John Lennon en 1969 : I Me Mine en 1970, Free as a Bird, Real Love et Now and Then durant les années 1990, même si cette dernière ne sera publiée officiellement qu'en 2023, ayant été dans un premier temps rejetée par Harrison après un après-midi de travail lors des mêmes sessions. 
All Those Years Ago est un succès pour Harrison et atteint la deuxième place des charts aux États-Unis et la 13e au Royaume-Uni. Il n'avait pas atteint de tels résultats depuis Give Me Love (Give Me Peace on Earth) en 1973. La chanson contribue ainsi à faire monter provisoirement Somewhere in England, sur lequel elle figure également, dans les charts.

## Classements
| Classement (1981)                      | Meilleure position |
| -------------------------------------- | ------------------ |
| Canada (RPM Top Singles)               | 1                  |
| Suisse (Schweizer Hitparade)           | 8                  |
| Norvège (VG-lista)                     | 2                  |
| Autriche (Ö3 Austria Top 40)           | 14                 |
| Suède (Sverigetopplistan)              | 11                 |
| Pays-Bas (Single Top 100)              | 43                 |
| Belgique (Flandre Ultratop 50 Singles) | 38                 |
| Allemagne (Media Control AG)           | 44                 |
| Nouvelle-Zélande (RMNZ)                | 14                 |

## Musiciens
- George Harrison : chant, guitare, synthétiseur
- Al Kooper : claviers
- Herbie Flowers : basse
- Ringo Starr : batterie
- Ray Cooper : percussions

Chœurs
- Paul McCartney
- Linda McCartney
- Denny Laine